# Prinsburg
Prinsburg és una població dels Estats Units a l'estat de Minnesota. Segons el cens del 2000 tenia 458 habitants.

## Demografia
Segons el cens del 2000, Prinsburg tenia 458 habitants, 188 habitatges, i 141 famílies. La densitat de població era de 168,4 habitants per km².
Dels 188 habitatges en un 29,3% hi vivien nens de menys de 18 anys, en un 73,4% hi vivien parelles casades, en un 0,5% dones solteres, i en un 25% no eren unitats familiars. En el 24,5% dels habitatges hi vivien persones soles el 17,6% de les quals corresponia a persones de 65 anys o més que vivien soles. El nombre mitjà de persones vivint en cada habitatge era de 2,44 i el nombre mitjà de persones que vivien en cada família era de 2,89.
Per edats la població es repartia de la següent manera: un 24,9% tenia menys de 18 anys, un 6,1% entre 18 i 24, un 21,4% entre 25 i 44, un 21,4% de 45 a 60 i un 26,2% 65 anys o més.
L'edat mediana era de 43 anys. Per cada 100 dones de 18 o més anys hi havia 91,1 homes.
La renda mediana per habitatge era de 38.125 $ i la renda mediana per família de 41.136 $. Els homes tenien una renda mediana de 36.563 $ mentre que les dones 17.321 $. La renda per capita de la població era de 21.545 $. Entorn de l'1,4% de les famílies i el 2,3% de la població estaven per davall del llindar de pobresa.

## Poblacions més properes
El següent diagrama mostra les poblacions més properes.